# Фиона Епъл
Фиона Епъл (на английски: Fiona Apple McAfee-Maggart) е американска певица, музикант и текстописец. Има 11 номинации за наградите Грами и три спечелени, като всичките и 5 издадени албума се изкачват до топ 15 в класацията U.S. Billboard 200.
Родена в е Ню Йорк като най-малката дъщеря на актьора Брандън Магърт и израства в Ню Йорк и Лос Анджелис, където е дома на баща и. Като дете се научава да свири на пиано и започва да композира собствени песни на 8 годишна възраст. Дебютният и албум Tidal издаден през 1996 година съдържа песни написани на 17 годишна възраст и печели награда Грами за най-добро вокално рок изпълнение за песента Criminal. Следва албумът When the Pawn... (1999) продуцира от Йон Брион, който също е много успешен и придобива платинен статут.
За третия си албум, Extraordinary Machine (2005), Епъл отново си сътрудничи с Брион и започва да записва албума през 2002 година. Тя обаче остава недоволна от продукцията и решава да не издаде записа, което кара феновете да протестират срещу Epic Records вярвайки, че лейбълът задържа издаването му. В крайна сметка албумът е продуциран наново без Брион и издаден през октомври 2005 година. Албумът получава златен статут и е номиниран за Грами за най-добър поп албум.
През 2012 година Епъл издава албума си The Idler Wheel..., който получава много добри отзиви и номинация за Грами за най-добър алтернативен албум. През 2020 година излиза петият и студиен албум Fetch the Bolt Cutters, който получава още по-позитивни ревюта, приема се много добре от критиката, става албум номер 1 в Metacritic, медията Pitchfork му дава най-високата възможна оценка от 10, а освен това и печели Грами за най-добър алтернативен музикален албум и най-добро рок изпълнение за песента „Shameika“.

## Личен живот
На 12 годишна възраст Епъл е изнасилена близо до апартамента в Харлем, където живее с майка си, доведения си баща и сестра си. В резултат на травмата получава хранително разстройство. Записва и се на курсове за самозащита, но продължава да получава паник атаки на път за вкъщи и се мести да живее при баща си в Лос Анджелис за една година..
Имала е романтични връзки с Пол Томас Андерсън, Луи Си Кей, Дейвид Блейн и е женена за кратко за фотографа Лайнъл Делуи.
Сестра ѝ Амбър, по-известна като Мауд Магарт е кабаретна изпълнителка, като нейни вокали могат да бъдат чути в Tidal, The Idler Wheel и Fetch The Bolt Cutters.

## Дискография
Албуми
- Tidal (1996)
- When the Pawn... (1999)
- Extraordinary Machine (2005)
- The Idler Wheel... (2012)
- Fetch the Bolt Cutters (2020)